# Джаннини Бенталлол, Эустакио
Эустакио Антонио Джаннини Бенталлол (исп. Eustaquio Giannini Bentallol; 20 сентября 1750, Бадахос, Эстремадура, Испанская империя — ноябрь 1814, Буэнос-Айрес) — испанский военный инженер, государственный деятель, колониальный чиновник, временный губернатор Парагвая (19 октября 1808 — 19 июня 1809) в период правления Жозефа Бонапарта.

## Биография

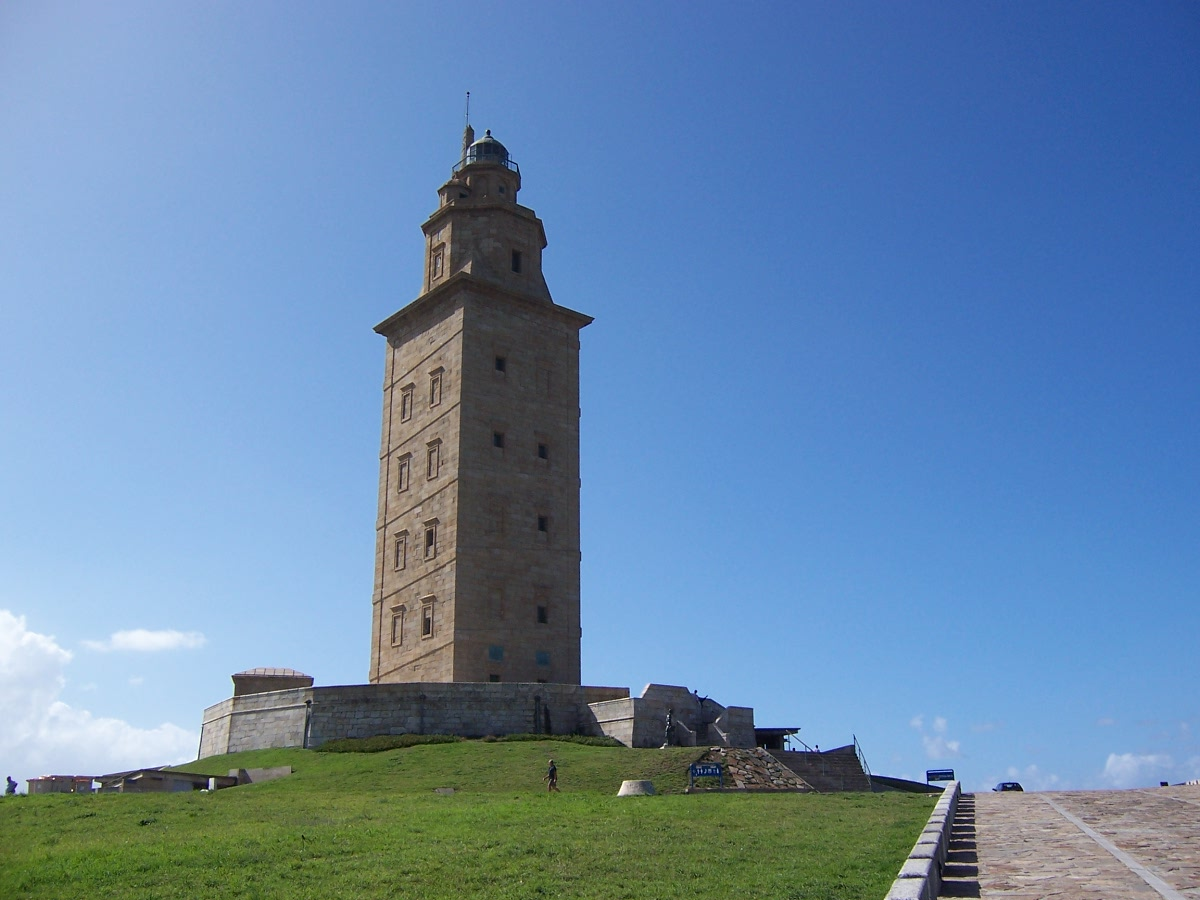
Башня Геркулеса

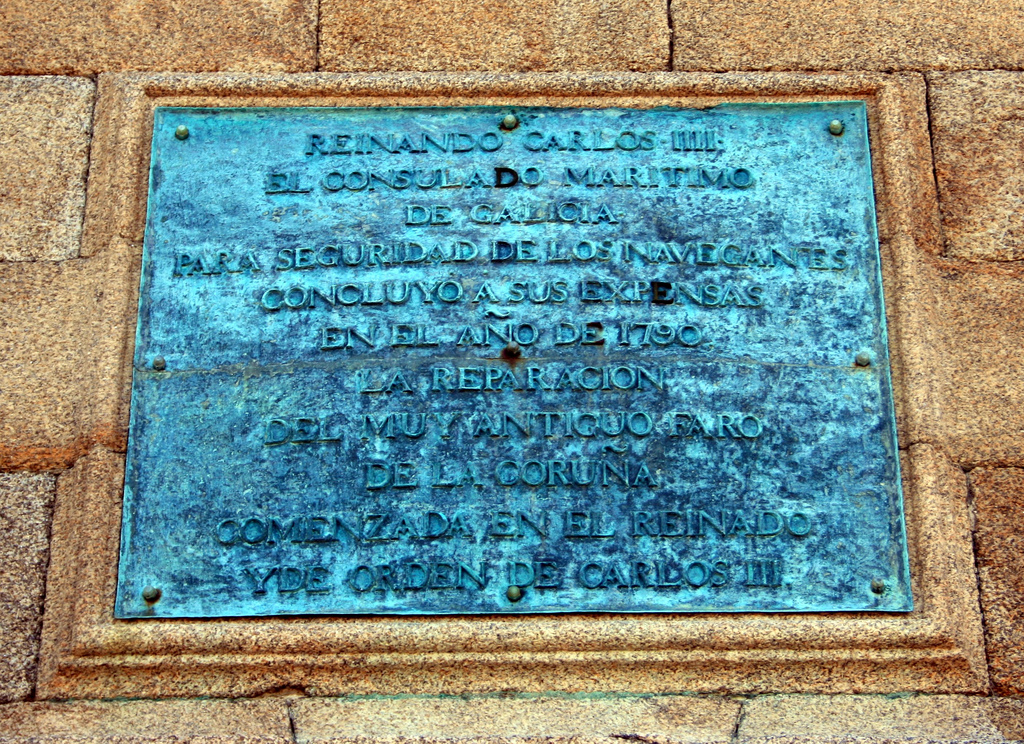
Мемориальная доска на башне Геркулеса в память о реконструкции во времена короля Испании Карла III

Итальянского происхождения. Потомок графов Франкавила, сын военного — лейтенанта Миланского пехотного полка, уроженца Генуи, и испанки.
Вступил в испанскую армию кадетом в 12-летнем возрасте, в полк, которым командовал его отец. Обучался на военно-морского инженера. В 1772—1775 годах продолжил учёбу в Королевской военной академии в Барселоне. Был направлен на службу в Инженерный корпус морской пехоты в Ферроль и Ла-Корунья, где, среди прочих работ, между 1788 и 1790 годами, вместе со своим братом Хосе Джаннини, также военным инженером, отремонтировал и восстановил Башню Геркулеса, сохранив её в таком же виде, в каком она пребывает и ныне.
Служил инженером-гидротехником, ответственным за работы, проводимые на суше: порты, каналы, дамбы и якорные стоянки. Почти тридцать лет с 1776 по 1804 год работал в Военном арсенале Ферроля, где выполнял многочисленные заказы в портах Галисии и Кантабрии (Мухия (1791), порты между островами Сисаргас и рекой Миньо (между 1791 и 1793), порты устья Виго (1794)).
В 1791 году изложил свои исследования о возможностях судоходства по реке Миньо в Испании и Португалии.
В 1804 году был переведен в Вице-королевство Рио-де-ла-Плата, где составил карту города Буэнос-Айреса (1805). Оценил возможности улучшения городского порта Буэнос-Айреса, предложив отвести русло реки Матанса, проект, был осуществлёна почти столетие спустя.
По просьбе губернатора Бернардо де Веласко переехал в Асунсьон-дель-Парагвай, чтобы возглавить общественные работы. В отсутствие Бернардо де Веласко был назначен временно исполняющим обязанности губернатора Парагвая (19 октября 1808 — 19 июня 1809).
Участвовал в защите Буэнос-Айреса во время Британского вторжения в вице-королевство Рио-де-ла-Плата.